# Brumsee (Adelsgeschlecht)

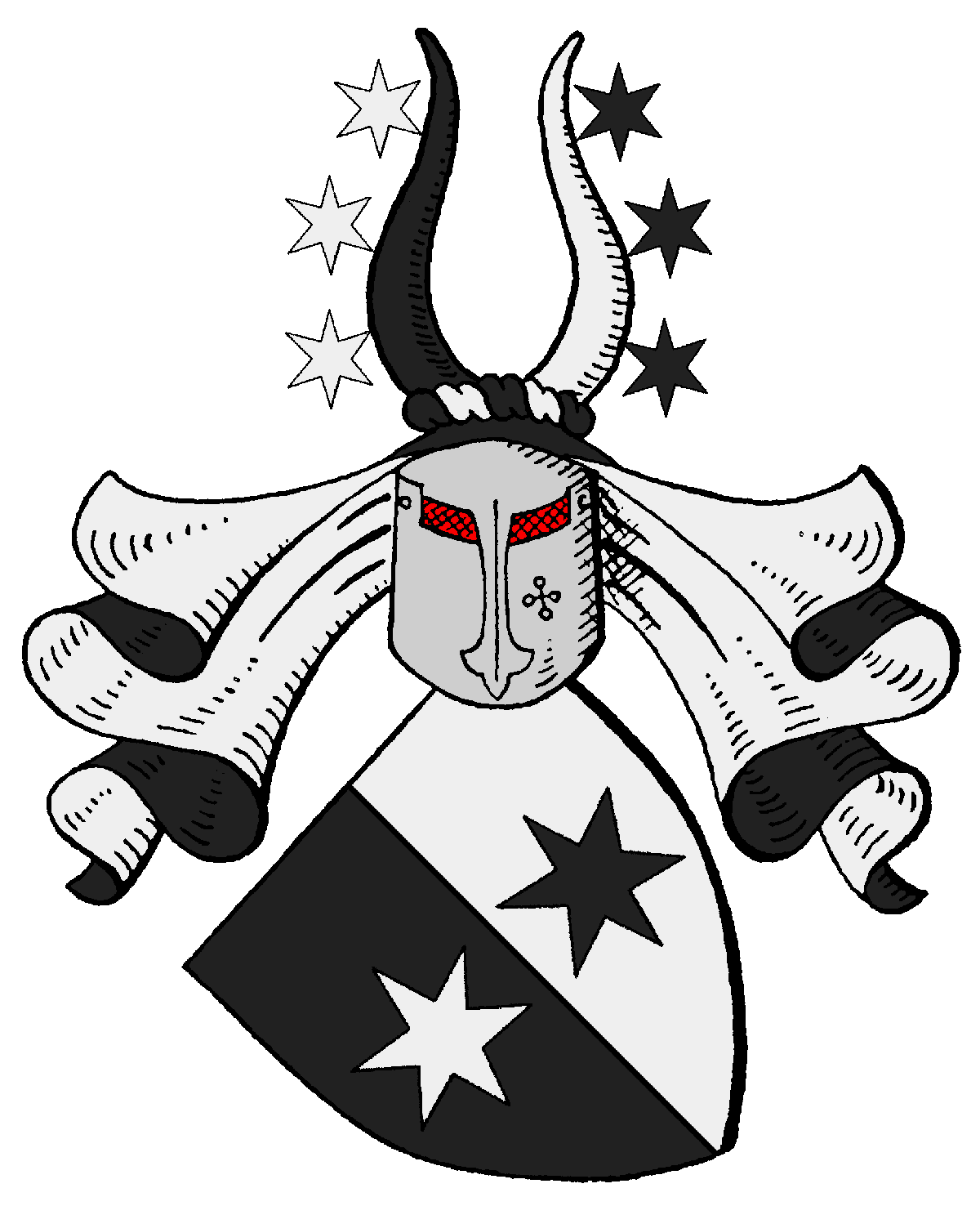
Wappen derer von Brumsee

Brumsee ist der Name eines erloschenen preußischen Adelsgeschlechts.

## Geschichte
Die Burmese, historisch auch Brumsen, Brumse, Brömse, Brömsy oder Brümsy, sind ein Zweig der Brümsi, einem schweizerischen Patriziergeschlecht der Stadt Schaffhausen im gleichnamigen Kanton, welche bereits im 11. Jahrhundert aus Maienfeld im Kanton Graubünden nach Schaffhausen zugewandert sind und mit Eberhardus Brümsi (1239), Hainricus (1251) und Konrad (1258) zuerst urkundlich genannt wurden. Das Geschlecht ist bereits im Mittelalter in den Niederadel aufgestiegen und hat ebenfalls früh die Ritterfähigkeit erworben.
Mit Heinrich alias Hans Bruemsi, urkundlich genannt 1394 und 1401, welcher bereits unter der Namensform Bruemsee auftrat und zu Labehnen und Borscheck belehnt war, trat das Geschlecht erstmals in Preußen auf. Die gesicherte Stammreihe beginnt mit dessen mutmaßlichem Sohn Joachim Brumsee, der 1440 auf Labehnen saß und über seine Gattin Johanna Schwager des Hochmeisters Johann von Tiefen war.
Die Brumsee müssen das preußische Indigenat innegehabt haben, sie verbanden sich ehelich durchgängig mit dem ortsgesessen Adel, stellten zahlreiche Söhne als Offiziere, vor allem in der preußischen Armee, aber auch in holländischen, sächsischen, polnischen sowie russischen Diensten und konnten mehrfach wichtige Stellen der zivilen Verwaltung, wie die eines Amtshauptmann oder Landrats besetzen. Mit Luise Barbara Charlotte alias Dorothea Margarete von Brumsee († 1813), vermählt mit Ernst Heinrich von Wernsdorff auf Truntlack († 1782), hat das Geschlecht seinen Ausgang gefunden.

## Wappen
Das Wappen der preußischen Brumsee zeigt im gespaltenen Schild rechts in Schwarz einen sechszackigen silbernen Stern und links in Silber einen schwarzen Stern. Auf dem Helm mit schwarz-silbernen Decken zwei Büffelhörner, das rechte schwarz und das linke silber, begleitet von je drei Sternen verwechselter Farbe.

Wappenschild Brümsi/Brumsee
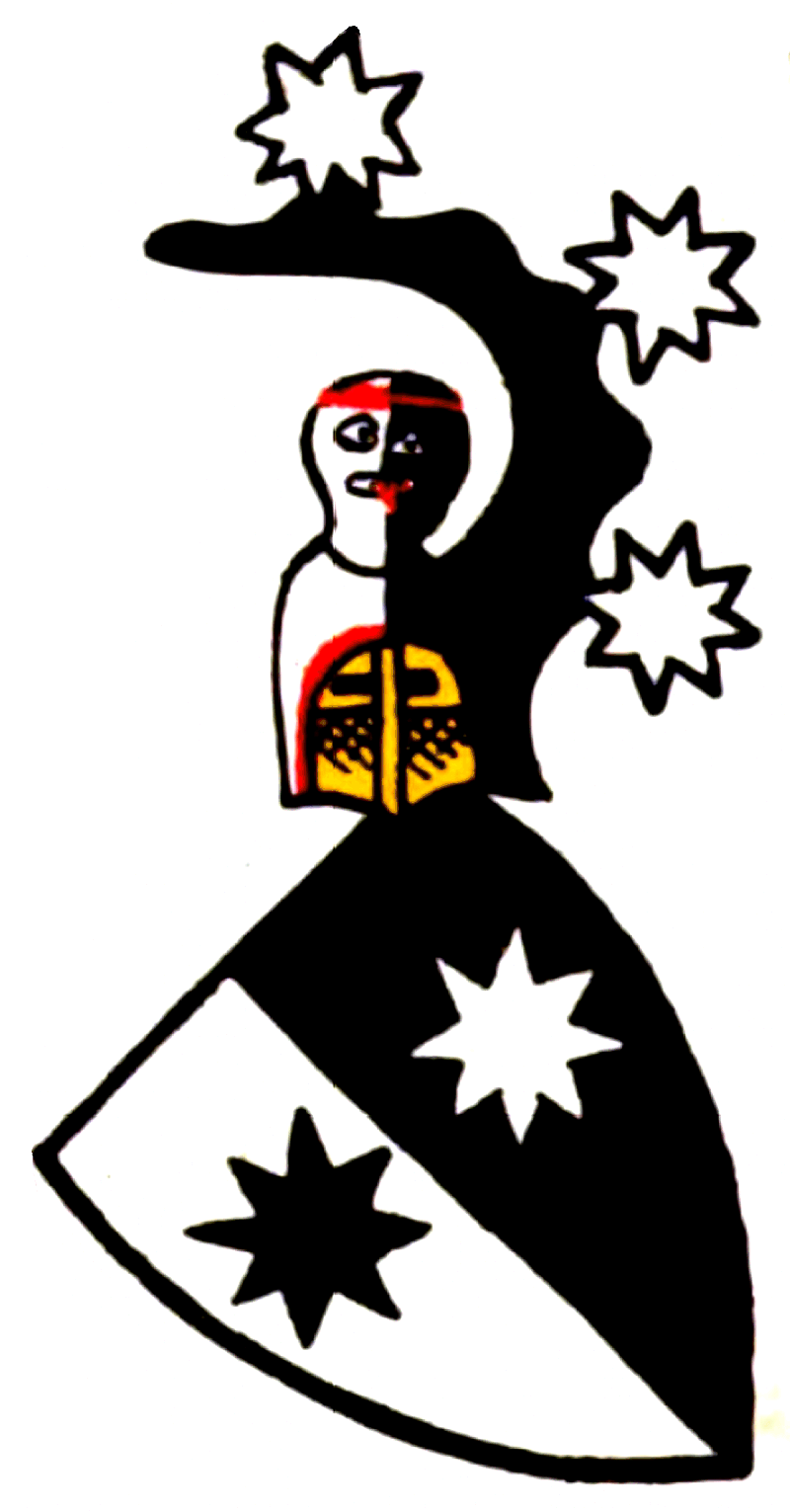
Wappen der Brümsi zu Maienfeld in der Zürcher Wappenrolle, ca. 1340
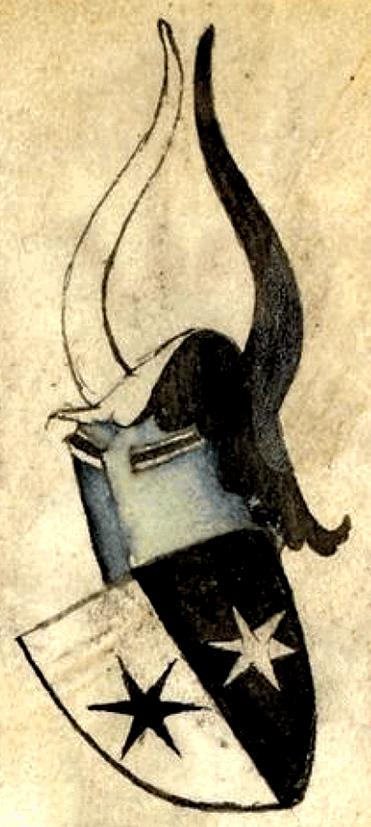
Wappen der Brümsi im Turn im Armorial Bellenville, um 1380

## Angehörige
- Hans von Brumsee (1653 †)
  - Joachim Wilhelm von Brumsee (1653 †)
    - Hans Erhard von Brumsee (1707 †), lauenburgischer Hofmarschall, 1664 Erbherr auf Robitten und Maraunen
    - Joachim Albrecht von Brumsee († 1716), Amtshauptmann zu Balga, preußischer Oberstleutnant, Erbherr auf Maraunen, Sudlauken und Bonselack
      - Melchior Ernst von Brumsee († 1712), preußischer Oberst und Kommandant von Driesen, ⚭ Anna Charlotte von Brandt (1691–1752) (sie: ⚭II Egidius Ehrentreich von Sydow)
      - Wilhelm Eberhard von Brumsee (1688–1755), preußischer Landrat, preußischer Leutnant, Erbherr auf Maraunen, Hasselberg, Dingsten, Berschlack, Bauditten, Sudlack etc.

  - Christoph von Brumsee († nach 1632)
    - Christoph Joachim von Brumsee († 1688), Amtshauptmann zu Preußisch Mark, Erbherr auf Kilgis
      - Melchior Andreas von Brumsee († nach 1701), preußischer Kammerjunker, Amtshauptmann zu Neidenburg und Soldau, Erbherr auf Kilgis und Krücken
      - Johann Friedrich von Brumsee († nach 1706), preußischer Landrat, Major und Amtshauptmann zu Ortelsburg
      - Ernst von Brumsee († nach 1701), preußischer Kammerjunker und Amtshauptmann zu Rhein

## Archivbestände
- Geheimes Staatsarchiv Preußischer Kulturbesitz
  - XX. HA Adelsarchiv, Nr. 165 von Brumsee 1532–1714